# Anonychia trifasciata
Anonychia trifasciata är en fjärilsart som beskrevs av George Francis Hampson 1902. Anonychia trifasciata ingår i släktet Anonychia och familjen mätare. Inga underarter finns listade i Catalogue of Life.